# 卜部グループ
卜部グループ（うらべグループ）は、日本の企業グループの一つである。
自動車ディーラーのトヨタカローラ山口を中核企業として、傘下に繊維メーカー・自動車ディーラー・レンタカー・不動産など多くの企業を抱える。主に西日本で企業活動を展開している。
かつてはファミリーレストラン大手のサンデーサンを傘下に抱えていたが、2007年にグループで保有する同社の株式の10%を残しゼンショーに売却、その後2019年8月には残りを売却して外食産業から撤退している。一方で2007年末には自動車部品メーカー・レーシングチームのセルモを傘下に収めるなど、近年自動車業界へ資本を集中する傾向が見られる。
資本的には、卜部博文（サンデーサン創業者）・卜部治久（トヨタカローラ山口社長）ら卜部一族が個人名義で各社の株式を保有する形でグループが形成されており、グループ各企業間で直接の資本関係があるケースは少ない。

## 主な企業
- 自動車ディーラー
  - トヨタカローラ広島
  - トヨタカローラ山口
  - ネッツトヨタ北九州
  - 山口トヨペット
  - アジュールオートモビル（プジョー山口）
- レンタカー
  - トヨタレンタリース広島
- 繊維・半導体メーカー
  - ウラベ
- 不動産業
  - 中国興産
- 住宅
  - エルクホームズ
- レーシングチーム
  - INGING
  - セルモ